# Trevesia palmata

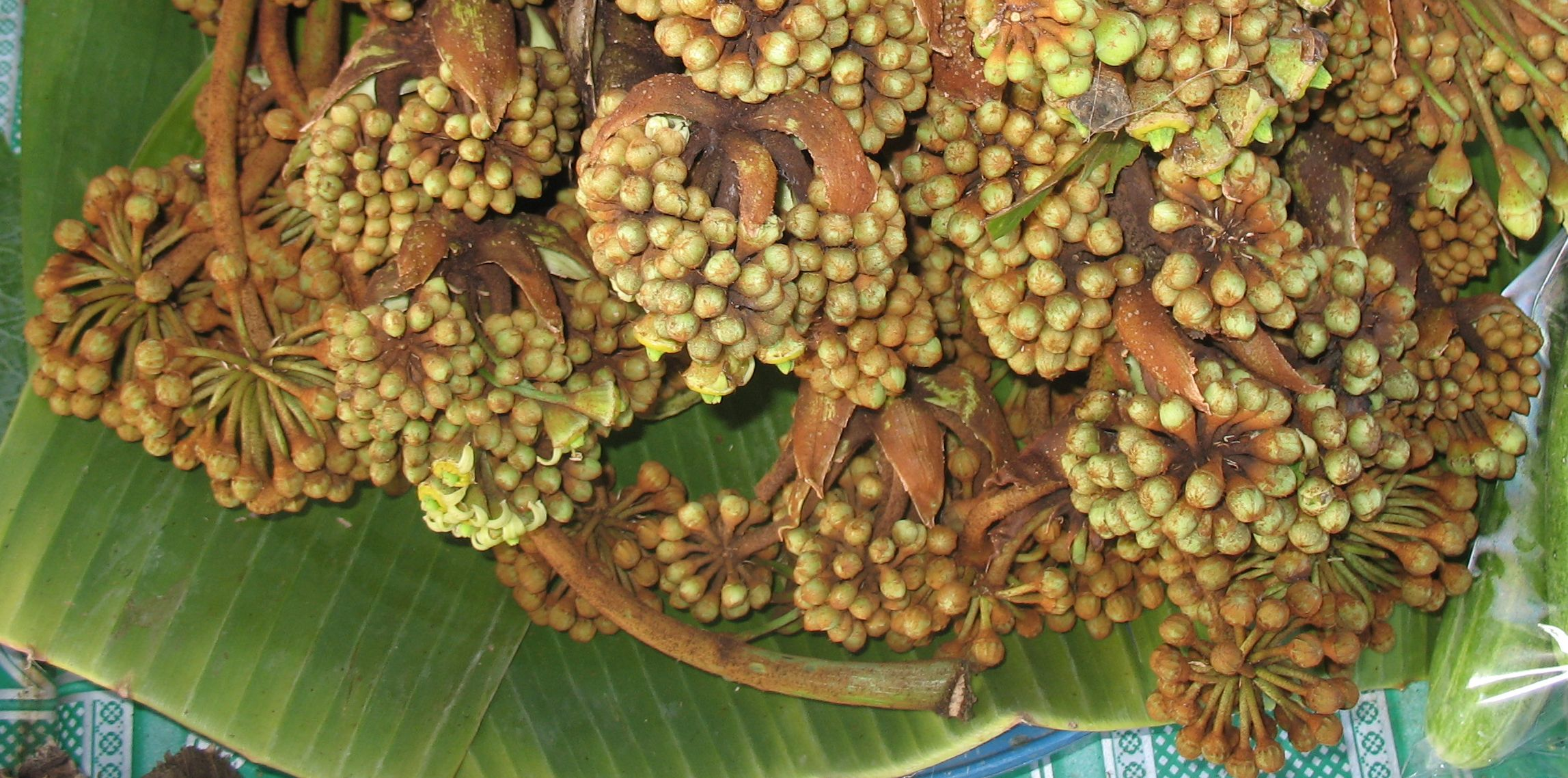
Blütenstände auf dem Markt

Trevesia palmata ist ein Baum in der Familie der Araliengewächse aus dem zentralen bis südlichen und südöstlichen China bis in den Himalaya und dem nördlichen Südostasien bis nach Nepal, Nordostindien.

## Beschreibung
Trevesia palmata wächst als immergrüner, wenig verzweigter Baum mit schlankem Stamm bis zu 8 Meter hoch. Der bis zu 15 Zentimeter dicke Stamm und die Äste sind mehr oder weniger bestachelt und rostig behaart.
Die wechselständigen und handförmig geteilten bis zerschnittenen Laubblätter sind lang gestielt. Der dicke, 30–80 Zentimeter lange, halbstängelumfassende Blattstiel ist teils stachelig. Die bis zu zehnlappigen, leicht ledrigen und kahlen bis schwach behaarten, im Umriss rundlichen Blätter werden bis zu 90 Zentimeter groß. Die Lappen sind spitz bis zugespitzt und spitziggesägt. Sie können ganz bis geteilt oder zerschnitten bis leierförmig sein. An jungen Pflanzen sind die Lappen meist ungeteilt. Die Nebenblätter sind zungenförmig verwachsen und intrapetiolar.
Es werden end- oder achselständige, anfänglich rostig behaarte und verkahlende Rispen mit vielblütigen doldigen Gruppen gebildet. Es sind kleine Tragblätter an den Blütenstandsstielen 1. und 2. Ordnung vorhanden. Die kleinen, duftenden, gestielten und weiß-gelblichen Blüten sind zwittrig mit doppelter Blütenhülle. Die dicken Blütenstiele sind bis 4 Zentimeter lang. Der rostig behaarte Blütenbecher ist verkehrt-konisch. Der Kelch ist zu kleinen Zähnchen oder einem undeutlichen Ring reduziert. Die bis zu 12 klappigen, kurz verwachsenen Petalen sind zurückgelegt und oft zu Zweier- oder Dreiergruppen verwachsen. Es sind bis zu 10 kurze Staubblätter vorhanden. Der vielkammerige Fruchtknoten ist unterständig mit kurzen, verwachsenen Griffeln mit jeweils einer kleinen Narbe. Es ist ein fleischiger Diskus vorhanden (Stylopodium).
Es werden rippige und rundliche, etwa 1,8–2,2 Zentimeter große, mehrsamige, steinfruchtartige Früchte mit Diskus- und Griffelresten (Stylopodium) an der Spitze gebildet. Die flachen Pyrene sind ledrig.

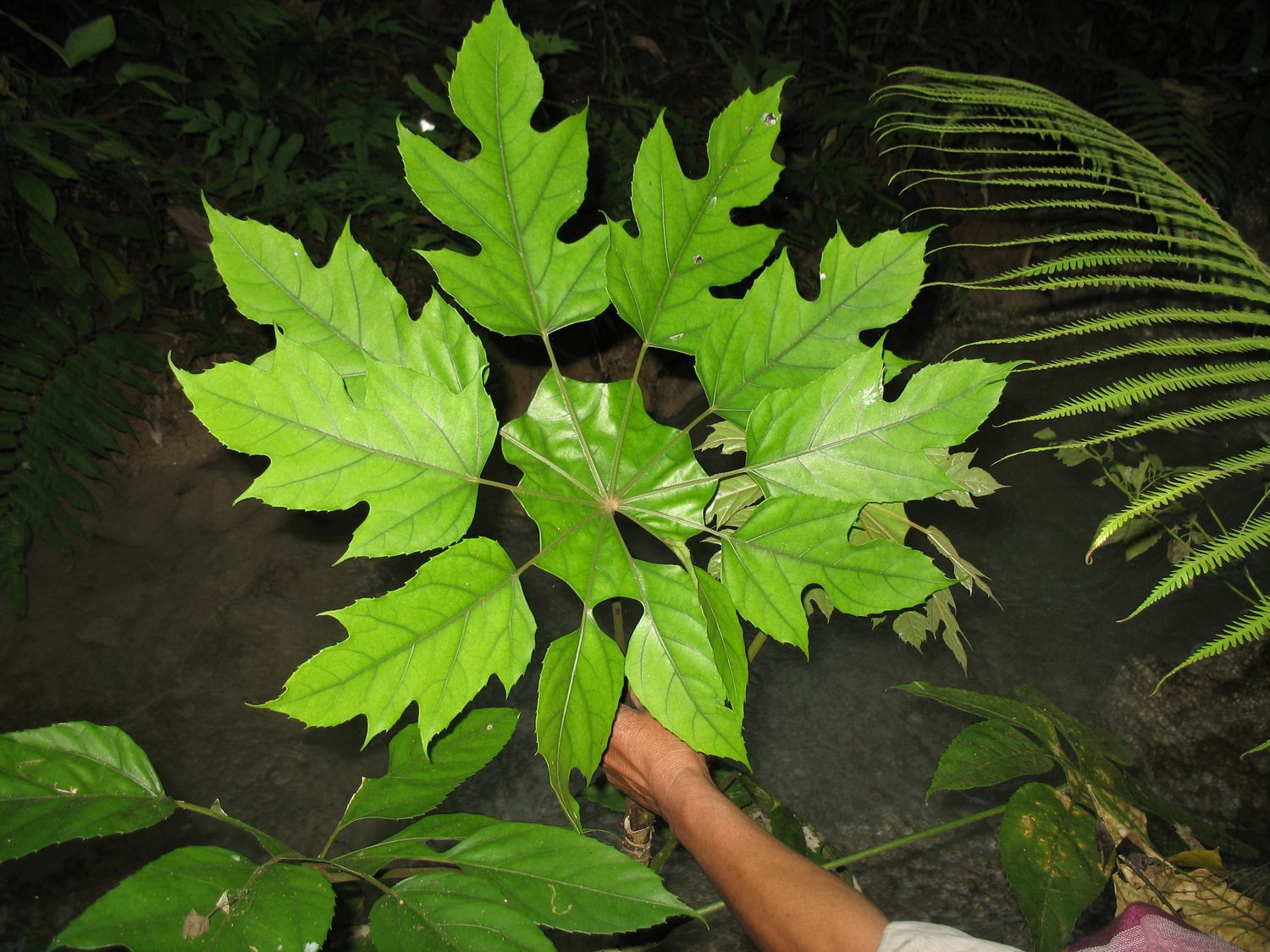
Ungewöhnliches, handförmig geteiltes Blatt mit gelappten bis zerschnittenen Lappen
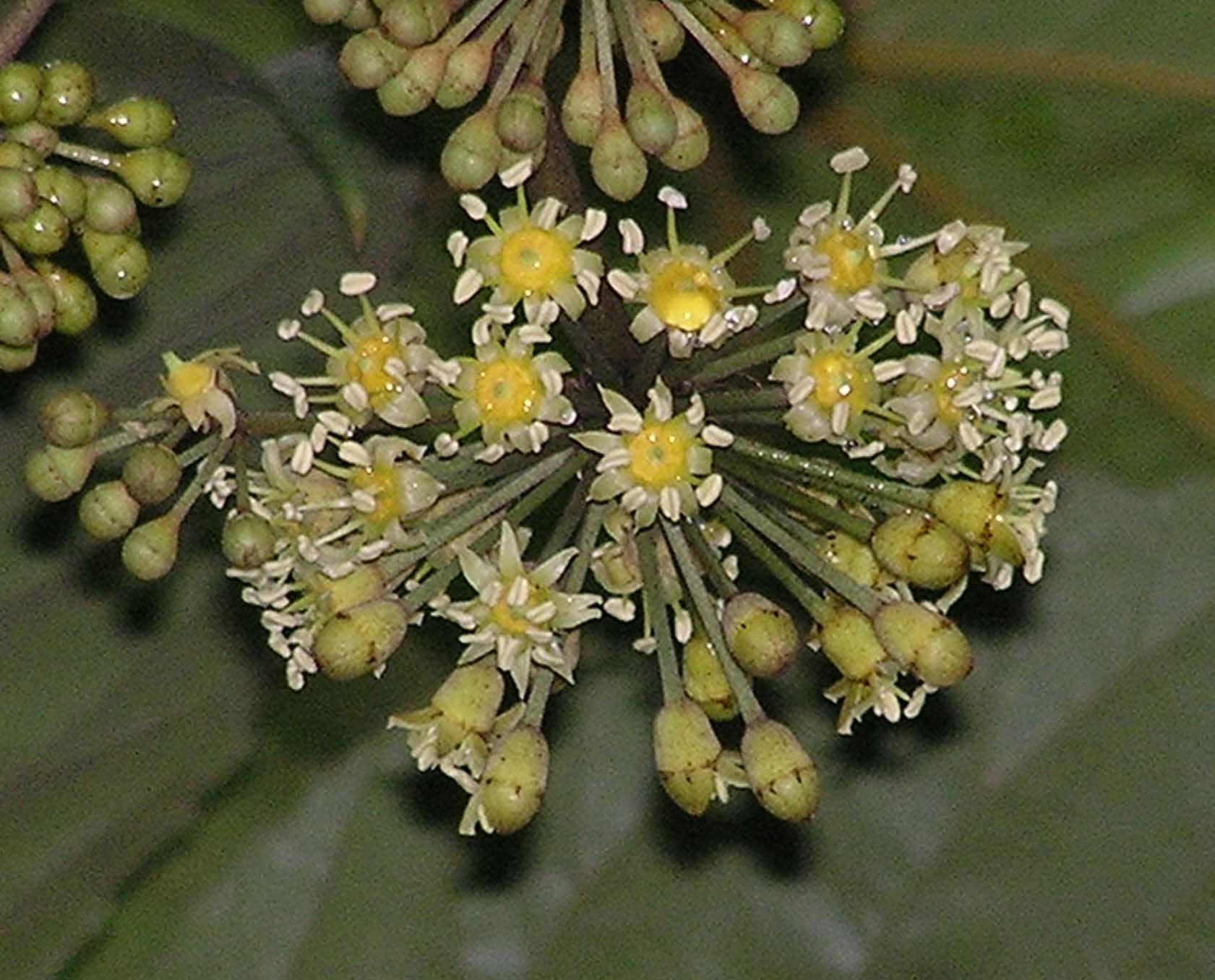
Blütenstand

## Verwendung
Junge Blütenstände wie auch junge Blätter und Früchte werden gegessen.